# Mircea V. Ciobanu
Mircea V. Ciobanu – scriitor, poet, critic literar, editor de carte, istoric literar, este născut la 29 februarie 1956, în satul  Petreni, Drochia. Fiul lui Vasile și al Valentinei Ciobanu. A absolvit Școala Medie nr. 1 (azi Liceul „Mihai Eminescu”) din orașul Drochia și  Universitatea de Stat din Chișinău, Facultatea de Filologie. 
Din anul 2000 este director editorial, redactor-șef la Editura Știința. Concomitent, redactor șef-adjunct la revista Semn, redactor asociat, membru al consiliului redacțional la revistele Sud-est cultural, Revista literară. 
Rubrici permanente la revistele Semn, Sud-est cultural, Contrafort, Moldova, Clipa; colaborări permanente cu revistele România literară (2016 - 2018), Viața românească (din 2018), precum și ocazionale cu revistele Convorbiri literare, Observator cultural, Dilema veche, Noi, Scriptor, Limba română, Familia ș.a.(în care publică poeme, proză, cronică de carte, eseu și publicistică literară) A ținut rubrica (polemică) de cultură „Ruperea rândurilor” la ziarele Timpul și Jurnal de Chișinău. Din 2013 până în 2019 a avut, la ziarul Jurnal de Chișinău, rubrica de publicistică A-POLITICE. Din 2020 rubrica apare în Gazeta de Chișinău.
Membru al Uniunii Scriitorilor din Moldova; membru al Uniunii Scriitorilor din România; membru al PEN club Moldova; membru al Uniunii Jurnaliștilor din Moldova

## Debutul în literatură
Debut absolut cu versuri în ziarul raional, în 1974. Un grupaj de versuri îi este tipărit în volumul colectiv Dintre sute de catarge (1990). În 1995, Editura Arc îi scoate de sub tipar prima ediție a volumului de versuri Haydn între două claxoane. Cartea are o bună presă în revistele Luceafărul, Tribuna, Convorbiri literare, Basarabia, Contrafort. Ecou al apariției este și includerea autorului în volumul Une antologie de la poesie moldave (Paris, „L’ Esprit de Péninsules”, 1996), într-o selecție și prezentare de Sorin Alexandrescu (Amsterdam). Autor al piesei Stația terminus, menționată la Concursul Republican de dramaturgie (Chișinău, 1997), montată la Teatrul Național „Vasile Alecsandri” din Bălți. Autor al Crestomației de literatură română, manual (în colab.), 2002.

## Volume publicate:
- Haydn între două claxoane (poezie), Editura ARC, 1995 (Premiul Festivalului Internațional de Poezie de la Chișinău, președintele juriului: Radu G. Țeposu)

Ediția a doua: Editura Vinea, 2015
- Stația terminus, Editura ARC, 1998
- Plăcerea interpretării, Editura Prut international, 2008
- Deziluziile necesare, Editura ARC, 2013
- După-amiaza unui faun, Editura TipoMoldova, 2013
- Resetare (versuri), Editura Vinea, 2014 (Premiul pentru Poezie al Uniunii Scriitorilor din Moldova)Ediția a doua: Editura Vinea, 2019
- Tratat cu literatură, Editura Prut, 2015 (Premiul pentru eseu și critică literară al Uniunii Scriitorilor din Moldova)
- Aureliu Busuioc: sunt norii albi, dar umbra lor e neagră... (împreună cu Eugen Lungu), Editura Prut internațional, 2016
- O legendă: Teatrul Luceafărul (împreună cu Liliana Popușoi), Editura Arc, 2018
- Căderile în realitate ale criticului, Editura Junimea, 2018 (Premiul pentru eseu și critică literară al Uniunii Scriitorilor din Moldova)
- Eugen Lungu între spațiile și oglinzile timpului (dialoguri), Editura Prut Internațional, 2019
- Réinitialisation, Collection «Bucarest-Paris», traduit du roumain: Sorin Barbul, Editura Vinea, 2019
- Un tărâm al literaturii, Chișinău : Arc, 2021
- Poezia lui Mihai Sadoveanu, Chișinău : ARC, 2009
- Aureliu Busuioc : poetul, prozatorul, dramaturgul, Chișinău : Arc, 2013
- Biblioteca, Iași : Junimea, 2021

### Antologii, volume colective, colaborări:
- Dintre sute de catarge, Editura Literatura artistică, 1990
- Une anthologie de la poesie moldave L’esprite de péninsules, Paris, 1996, antologie de Sorin Alexandrescu, versiunea franceză de Odille Serre și Alain Paruit, versiune engleză de Cornelia Golna
- Metafore românești din Basarabia, Editura Cronica, Iași, 1998, antologie de Valeriu Stancu și Vitalie Ciobanu
- Ars amandi, București, Editura Fundației Culturale Române, 2000, editori Florin Constantinescu, Angela Oișteanu.
- Singular destinies, Editura Cartier, 2003, antologatori și traducători Adam J. Sorkin, Cristina Sorkin, Sean Cotter
- Literatura din Basarabia în secolul XX. Poezie Editurile Arc și Știința, 2004, antologator Nicolae Leahu
- Poezia acasă, Poeți contemporani din Basarabia, Antologie de Iulian Filip și Mihai Stan, Editura Bibliotheca, Târgoviște, 2007;
- Poeți din Basarabia. Un  veac de poezie românească, Editura Academiei Române – Editura Știința, 2010, antologator Adrian Dinu Rachieru
- Nicolae Esinencu. Spectacolul operei literare. Concepție, elaborare, antologare: Vitalie Răileanu, Chișinău, 2011;
- Le comparatisme linguistique et litteraire – parcours et perspectives, Chișinău, ULIM, 2012;
- Literatura în totalitarism și post-totalitarism, CEP USM, Chișinău, 2012;
- Esturi și vesturi: literatură, filozofie, cultură, CEP USM, 2013;
- Omul nou al Europei: modele, prototipuri, idealuri, CEP USM, 2014;
- Cartea prozei scurte, antologatori Iulian Ciocan, Grigore Chiper, Arc 2015
- Portret de grup. După 20 de ani, Editura Cartier, 2015, Cartier, antologator Eugen Lungu
- În oglinzile democrației: literatura europeană și etica societară, CEP USM, Chișinău, 2015;
- Lector in libris. Scriitorii basarabeni despre lectură, carte, bibliotecă: o antologie. Ediție bilingvă română-rusă. Selecție și traducere în limba rusă de Ivan Pilchin, Chișinău, 2015.
- Literatura din Basarabia. Început de secol XXI. Poezie. Antologie de Lucia Țurcanu, Editurile Știința și Arc, 2017

### Prefațator/ postfațator/ antologator:
- Aurelia Borzin, Chișinăul e o tabletă de ciocolată, Editura Vinea, 2010
- Arcadie Suceveanu, Ființe, umbre, epifanii , Arc, 2011
- Liliana Armașu Mâine va fi altfel, Chișinău, Arc, 2015
- Marcela Benea, Traducătorul de suferințe, Editura Prut, 2015
- Капма-Каршы Юнэлештэн - Din sens opus, antologie a poeziei române din Republica Moldova, în limba tătară. Antologator: Leo Butnaru.  Editor: Fondul de Cultură „Kanafer”, Cazan, 2015
- Silvia Goteanschi, Dulcele meu asasin, Editura Vinea, 2016
- Потрiбна вiдстань - Distanța necesară, antologie a poeziei române din Republica Moldova, în limba ucraineană. Antologator: Leo Butnaru. Lvov, ЛА «Пирамида», 2016
- Dumitru Crudu, Muzicanții din Flutura, Editura Știința, 2019
- Cartea poeziei (edițiile 2012, 2014), Editura Arc.
- Mihai Eminescu. Poezie (selecție, note), Ed. Știința, 2014
- Poezia romantică românească (selecție, studiu introductiv, note), Ed. Știința, 2014
- Antologia baladei culte (selecție, studiu introductiv, note), Ed. Știința, 2015
- Elegia. Meditația (selecție, studiu introductiv, note), Ed. Știința, 2018
- Eseuri. O antologie la zi, Editura Arc, 2016

### Literatură didactică:
- Proza lui Sadoveanu, Editura ARC, 2009
- Aureliu Busuioc: poetul, prozatorul, dramaturgul, Editura ARC, 2013

Coautor al manualelor de Limba și literatura română pentru clasa a IX-a (Ed. Arc, 1999, în colaborare cu Iulian Ciocan și Grigore Chiper); pentru clasa a VI-a (Editurile Humanitas și Știința, în colaborare cu Alexandru Crișan, Florentina Sâmihăian, Sofia Dobra și Viorica Bolocan), 2001; pentru clasele a VII-a, a VIII-a, a IX_a (Editura Știința, în colaborare cu Tatiana Cartaleanu și Olga Cosovan), 2002 - 2019 ș.a. Autor și coautor al auxiliarelor didactice la limba și literatura română.